# 塞勒姆 (康乃狄克州)
塞勒姆（英語：Salem）是一個位於美國康乃狄克州新倫敦縣的城鎮。

## 地理
塞勒姆的座標為41°28′59″N 72°15′59″W / 41.48306°N 72.26639°W，而該地的平均海拔高度為96米（即315英尺）。

## 人口
根據2010年美國人口普查的數據，塞勒姆的面積為77.20平方千米，當中陸地面積為75.00平方千米，而水域面積為2.20平方千米。當地共有人口4151人，而人口密度為每平方千米53.77人。